# Шахта Вернадского
Шахта Вернадского, шахта имени Вернадского (КН 407-2) — карстовая пещера вертикального типа (шахта) на плато горного массива Бабуган-яйла в Крыму. Относится к Горно-Крымской карстовой области.

## Описание
Карстовая шахта-понор. Относится к Горно-Крымской карстовой области, Бабуганскому карстовому району. Находится к юго-западу от вершины Зейтин-кош. Заложена в верхнеюрских известняках. Кадастровый номер пещеры — 407-2. Вертикального типа, глубина 41 м, длина 90 м, площадь 65 м², категория сложности 1.
Вход в шахту располагается в днище коррозионно-провальной воронки. Он ведет в 30-метровый колодец, в верхней и нижней частях которого имеются глыбовые накопления известняка. Была названа в честь выдающегося академика-геолога, геохимика Владимира Ивановича Вернадского (1863—1945) — первого президента Украинской Академии наук, профессора и ректора Таврического университета (1920—1921), основоположника геохимии и биогеохимии, создателя учения о био- и ноосфере, многолетнего исследователя минеральных ресурсов Крыма. Название было присвоено в 1998 году Карстовой комиссией Крымской академии наук в связи со 135-летием со дня рождения ученого.